# Prześwietlenie (film)
Prześwietlenie – polski krótkometrażowy film dokumentalny z 1974 roku w reżyserii Krzysztofa Kieślowskiego. 
Obraz ukazuje pacjentów chorych na gruźlicę, przebywających na leczeniu w sanatorium w Sokołowsku.